# Ilaria Scattolo
Ilaria Scattolo (San Candido, 1 de octubte de 2004) es una deportista italiana que compite en biatlón. Ganó una medalla de bronce en el Campeonato Europeo de Biatlón de 2025, en la prueba de relevo.

## Palmarés internacional
| Campeonato Europeo | Campeonato Europeo | Campeonato Europeo | Campeonato Europeo |
| Año                | Lugar              | Medalla            | Prueba             |
| ------------------ | ------------------ | ------------------ | ------------------ |
| 2025               | Martello (Italia)  | Medalla de bronce  | Relevo             |